# Mastixis turrialbensis
Mastixis turrialbensis là một loài bướm đêm trong họ Noctuidae.